# Ana Escríbar
Ana Berta del Rosario Escríbar Wicks (Santiago, 27 de junio de 1929-30 de julio de 2023) fue una filósofa chilena especialista en el área de ética. Se encuentra dentro de la denominada Generación del 65 de filósofos de Chile.

## Biografía
Recibió el grado de profesora de estado en filosofía por la Universidad de Chile.
Fue presidenta de la Sociedad Chilena de Filosofía y directora del Departamento de Filosofía y del Centro de Estudios de Ética Aplicada (CEDEA) -surgido gracias a sus gestiones- de la Universidad de Chile.
Como profesora emérita, dictó conferencias y cursos en el ámbito de la ética y la bioética principalmente en las Facultades de Medicina y de Filosofía y Humanidades de la Universidad de Chile.

## Reconocimientos
En 2005 recibe la Medalla al Mérito Académico "Rector Valentín Letelier".
En 2009 se le otorga el grado de profesora emérita de la Universidad de Chile.